# Johann Friedrich Mayer
Pour les articles homonymes, voir Mayer.
Johann Friedrich Mayer (né le 6 décembre 1650 à Leipzig, mort le 30 mars 1712 à Stettin) est un théologien luthérien allemand.

## Biographie
Johann Friedrich Mayer est le fils de Johann Ulrich Mayer (1616–1679) et son épouse Ursula Sophia Braun. Il va à l'université de Leipzig et a un baccalauréat le 21 avril 1666 et le 30 janvier 1668 un magistère en arts libéraux à la faculté de philosophie. Il va à l'université de Strasbourg, où il se consacre aux études théologiques auprès de Balthasar Friedrich Salzmann et Balthasar Bebel jusqu'en 1670.
À Leipzig, le 13 février 1671, il a le baccalauréat universitaire à la faculté de théologie de l'Université de Leipzig. Le 29 janvier 1672, il devient prédicateur du samedi dans sa ville natale et la même année, il est surintendant à Leisnig. Il accède à la licence le 29 mai 1673 et obtient son doctorat en théologie le 19 octobre 1674. Le 27 novembre 1678, il devient pasteur et surintendant à Grimma, mais il veut toujours poursuivre la voie académique, car le poste à Grimma ne le satisfait pas. Mayer se fait un nom pendant son travail pastoral en tant qu'auteur de brochures contre les syncrétistes, les remontrants et les papistes.
J.F. Mayer épouse Catharina Sabina Welsch le 29 mai 1673, la fille du professeur de médecine de Leipzig, Gottfried Welsch ; son fils Johann Abraham Mayer sera professeur de médecine à Greifswald.
Après la décision du Haut Consistoire saxon de Dresde, il est nommé le 12 mai 1684 au quatrième poste de professeur de théologie à l'université de Wittenberg. Il travaillé aux côtés d'Abraham Calov, Johann Andreas Quenstedt et Johann Deutschmann et assure la chaire du second prédicateur à l'église du château de Wittenberg ainsi que l'administration des boursiers électoraux. Déjà dans son discours inaugural, faisant référence au Pia desideria de Philipp Jacob Spener, il demande la piété plutôt que la spéculation.
Mayer, qui est également recteur de l'université de Wittenberg au cours du semestre d'hiver 1684, donne un sérieux élan à sa vie privée lorsqu'il se sépare de sa femme en 1686, ce qui est rare à l'époque. Cela nuit à sa réputation à Wittenberg. Spener travaille en tant qu'expert dans la procédure de divorce, ce qui conduit à une rupture profonde et durable entre Mayer et Spener, d'autant plus qu'il lui refuse également deux postes de professeur à Wittenberg. En tant que représentant de l'orthodoxie luthérienne, Mayer deviendra l'un des pires adversaires de Spener. Mayer accepte une nomination comme pasteur en chef de l'église Saint-Jacques de Hambourg en 1686.
Un différend féroce éclate entre les pasteurs de Hambourg en 1690 à travers le revers de la religion de Hambourg sur l'admissibilité des conventicules piétistes. Mayer rejette le piétisme tandis que Johann Heinrich Horb, le pasteur principal de Saint-Nicolas, les soutient, soutenu par Abraham Hinckelmann, le pasteur principal de Sainte-Catherine, et Johann Winckler, le pasteur principal de Saint-Michel. Mayer doit finalement accepter l'opinion de Horb ; après le départ de Mayer, Winckler devient le senior du ministère des affaires spirituelles de Hambourg.
Pendant sa présence à Hambourg, Mayer développe une correspondance avec des représentants de son époque. Il travaille à l'école illustre de Hambourg, occupe brièvement un poste de professeur à l'université de Kiel. De plus, le roi Charles XI de Suède le nomme en 1691 au Conseil supérieur de l'Église du Holstein, alors sous domination suédoise. En 1698, Mayer est conseiller consistorial de l'abbesse de Quedlinbourg Anne-Dorothée de Saxe-Weimar et médiateur en matière théologique à Berlin.
Comme Mayer reste controversé à Hambourg, Charles XII de Suède lui propose, à la suite de la mort de Konrad Tiburtius Rango, d'être le surintendant de la Poméranie suédoise, ce qu'il accepte le 12 août 1701. Il devient professeur titulaire de la faculté de théologie de l'université de Greifswald dont il est le recteur de 1701 à 1705, pasteur et surintendant de la ville de l'église Saint-Nicolas, chancelier de l'université et président du consistoire de Greifswald.
Il traite de l'histoire de la Poméranie et a l'intention de créer une société savante. Cependant il est interrompu par la grande guerre du Nord. Après l'invasion des troupes adverses le 25 janvier 1712, il appelle à l'expulsion de la Suède et tient un service de prière pour Pierre le Grand et Auguste II de Pologne à l'église Saint-Nicolas. Il est alors victime d'un accident vasculaire cérébral. En raison de cet événement, il démissionne de toutes les instances et se rend à Stettin, où il meurt d'un autre AVC.